# Тринча (герб)
Тринча (пол. Tryncza, Sulima odmienna) – шляхетський герб, різновид герба Сулима.

## Опис герба
Опис з використанням принципів блазонування, запропонованих Альфредом Знамієроовським:
Щит пересічено. У верхньому срібному півполі в пояс половина чорного орла.
У нижньому червоному півполі три золоті камені (2 і 1).
Намет: чорний двоголовий орел, що тримає дзьобами прапор двох горизональних  смуг: золотої та червоної.
Намет червоний, підбитий сріблом.
На малюнку, створеному, ймовірно, в XIX столітті, в клейноді знаходяться два перехрещені прапори .

## Найбільш ранні згадки
Надання Феліксові, війту з Тринчи, ротмістрові королівському 24 березня 1540 року. Герб був створений від усиновлення до герба Сулима.

## Роди
Тому що герб Тринча був гербом власним, право на користування ним належить тільки одному роду Тринч (Tryncza).